# حوزه انتخابیه یازدهم اوهایو
حوزه انتخابیه یازدهم اوهایو یک حوزه انتخابیه مجلس نمایندگان آمریکا است که در ایالت اوهایو قرار دارد.